# Zombi holocaust
Zombi holocaust es una película italiana estrenada en 1980, perteneciente al subgénero del cine sobre canibalismo, del que su exponente más conocido sería Holocausto canibal. En español ha tenido diversos títulos: Cementerio de los zombies (México), Holocausto de los zombies (Venezuela) o Zombi holocausto (España). 
Con el cine sobre canibalismo (cannibal films) se mezclan elementos del cine de zombis, igualmente frecuente en el cine exploitation italiano de aquellos años. Especialmente, la película se presentó como un intento de aprovechar el éxito de la película de Lucio Fulci Zombi 2 (Nueva York bajo el terror de los zombis en España). Con la película de Fulci comparte el actor principal, el escocés Ian McCulloch (Glasgow, 1939); localizaciones, Nueva York y una exótica isla de donde surgen los caníbales; e imágenes de archivo de aquella. También fue retitulada la película como Zombi 3 en el mercado estadounidense, sugiriendo una continuación directa de aquella.

## Argumento
La historia arranca en un hospital de Nueva York. En el nosocomio comienzan a aparecer pacientes fallecidos a quienes les ha sido amputada una parte de su cuerpo. Una noche, uno de los médicos sorprende a un enfermero de origen extranjero mientras devora el corazón de un muerto. El enfermero se suicida arrojándose por una ventana, aunque antes de morir susurra el nombre de una isla situada en las Molucas, de las que él procedía. 
Lori (Alessandra Delli Colli), una doctora del hospital, experta en antropología, se desplaza a la misteriosa isla acompañada del Dr. Peter Chandler (Ian McCulloch), el ayudante de este, George (Peter O'Neal), y la novia periodista de este, Susan Kelly (Sherry Buchanan). 

Una vez en la isla, investigarán el origen del indígena muerto en el hospital. Se sospecha que en la zona podría vivir una tribu que practica el canibalismo de forma ancestral. 
Se alojan en la vivienda del doctor Obrero, que reside allí. El grupo de expedicionarios se adentra en la selva, localizan restos humanos,  y encuentran a la tribu, que secuestra a la periodista y comienza un acoso contra el resto del grupo. Esa no será la única sorpresa que la isla les tiene reservada, pues el Dr. Obrero ha experimentado en la isla con cadáveres con el objeto de revivirlos. Los caníbales eligen como su reina a Lori, que les enviará a luchar contra los zombis del Dr. Obrero...

## Reparto
Versión original italiana

| Intérprete            | Personaje                 | Comentario                                                           |
| --------------------- | ------------------------- | -------------------------------------------------------------------- |
| Ian McCulloch         | Dr. Peter Chandler        |                                                                      |
| Alexandra Delli Colli | Lori Ridgeway             |                                                                      |
| Sherry Buchanan       | Susan Kelly               |                                                                      |
| Peter O'Neal          | George Happer             |                                                                      |
| Donald O'Brien        | Dr. Obrero                | Denominado Dr. Butcher (carnicero) en la versión para Estados Unidos |
| Dakar                 | Molotto                   |                                                                      |
| Walter Patriarca      | Dr. Drydock               |                                                                      |
| Linda Fumis           | Estudiante de medicina #1 |                                                                      |
| Roberto Resta         |                           |                                                                      |
| Giovanni Ukmar        | Conductor                 |                                                                      |
| Franco Ukmar          | Zombie #1                 |                                                                      |
| Angelo Ragusa         | Zombie #3                 |                                                                      |
| Romano Scandariato    | Dr. Stafford              | Sin acreditar                                                        |
| Alba Maiolini         | Mujer zombie              | Sin acreditar                                                        |
| Joseph P. Persaud     | Toran - cannibal orderly  | Sin acreditar                                                        |
| Turam Quibo           | Toran - cannibal orderly  | Sin acreditar                                                        |
| Massimiliano Ubaldi   | Doble                     | Sin acreditar                                                        |

Versión americana

| Intérprete      | Personaje     | Comentario                                 |
| --------------- | ------------- | ------------------------------------------ |
| Edward Mannix   | Dr. O'Brien   | Voz en la versión en inglés. Sin acreditar |
| Gregory Snegoff | Peter         | Voz en la versión en inglés. Sin acreditar |
| Susan Spafford  | Lori Ridgeway | Voz en la versión en inglés. Sin acreditar |
| Pat Starke      | Susan Kelly   | Voz en la versión en inglés. Sin acreditar |

## Distribuidoras
- Another World Entertainment (2007) (Dinamarca, DVD)
- Aquarius Releasing (1982) (Estados Unidos, salas de cine) (Versión cortada con montaje añadido)
- Astro Distribution (1998) (Alemania, VHS)
- Dragon Film Entertainment (DFE) (1999) (Alemania, DVD)
- EastWest Entertainment (2004) (mundial, DVD, como "Doctor Butcher, M.D.")
- Filmfreak Distributie (2006) (Países Bajos, DVD)
- Firebox (2007) (Finlandia, DVD)
- Frontier Amusements (1983) (Canadá, salas de cine, en versión editada)
- JF Films Video (España, VHS)[4]
- Lamberto Forni Film (LF) (Italia, VHS)
- Medusa Distribuzione (1980) (Italia, salas de cine)
- Paragon Video Productions (1982) (Estados Unidos, VHS y Betamax)
- Shriek Show (2002) (Estados Unidos) (VHS y DVD)
- Shriek Show (2011) (Estados Unidos, DVD y Blu-Ray)
- Thriller Video (1986) (Estados Unidos, VHS)
- Umbrella Entertainment (2004) (Australia, DVD)
- Video for Pleasure (VFP) (198?) (Países Bajos, VHS)
- Video Invest AB (????) (Suecia, VHS)

## Fechas de estreno
| País                | Fecha                  | Comentario                  |
| ------------------- | ---------------------- | --------------------------- |
| Italia              | 28 de marzo de 1980    |                             |
| Alemania Occidental | 18 de abril de 1980    |                             |
| Países Bajos        | 31 de julio de 1980    |                             |
| Francia             | 22 de abril de 1981    |                             |
| Dinamarca           | 5 de marzo de 1982     |                             |
| Portugal            | 22 de abril de 1982    |                             |
| Estados Unidos      | 7 de mayo de 1982      |                             |
| Finlandia           | 29 de octubre de 2006  | Night Visions Film Festival |
| Finlandia           | 4 de noviembre de 2006 | Iik!! Horror Film Festival  |
| Finlandia           | 8 de febrero de 2007   | Estreno en DVD              |

## Títulos
- Zombi Holocaust Italia (título original)
- Zombie Holocaust (Estados Unidos)
- Zombie Holocaust (Países Bajos)
- Zombie Holocaust (Reino Unido)
- Zombi Holocausto (España)
- Zombi Holocausto (Portugal)
- Cementerio de los zombies	(México)
- Dr. Butcher M.D. (Estados Unidos, versión recortada)
- Dr. Butcher, M.D. Finlandia (título del festival)
- Dr. Butcher, Medical Deviate (Estados Unidos, título de video)
- Förintelsen (Suecia)
- Holocausto de los Zombies (Venezuela)
- Island of the Last Zombies
- La regina dei cannibali (Italia, título alternativo)
- La terreur des zombies (Francia)
- Medical Deviate
- Queen of the Cannibals
- To olokaftoma ton zombi (Grecia, título de video)
- Zombi: Anthropofagoi sti Nea Yorki (Grecia, transliteración ISO-LATIN-1)
- Zombie 3 (Estados Unidos)
- Zombie-massakren (Dinamarca)
- Zombies unter Kannibalen (Alemania Occidental)

## Valoraciones
- El clásico engendro tremendista y sanguinolento, ahora de desarmante eclecticisno: caníbales archisádicos calcados de Holocausto canibal, zombies implacables estilo L. Fulci, un científico enloquecido y para rematar una reina legendaria tipo Diosa de Fuego. (Carlos Aguilar)[4]

- Los zombis se pueden contar con la mano. A pesar de estar falta de zombies, no lo esta precisamente de escenas gore, y es que el canibalismo es el gran protagonista. Es mas, Holocausto Zombi recuerda bastante a la mítica Holocausto Canibal, buenos serian los argumentos de quien la tachara de plagio para aprovechar el éxito del film de Ruggero Deodato. Una película solo apta para frikis del gore más bizarro. (Rubén Pérez)